# Gay-for-pay
Anglický termín gay-for-pay  pochází z oblasti erotické filmové produkce a erotických služeb a popisuje obvykle muže, který se identifikuje jako heterosexuální nebo se to o něm veřejnost domnívá, při tom však za úplatu vystupuje jako homosexuál. Typicky jde o herce a fotomodely, hvězdy gay porna, sexuální pracovníky, prostituty.
V anglofonním prostředí, kde má termín „gay“ genderově neutrálnější obsah a užívá se pro označení nejen mužské, ale i ženské homosexuality, rovněž gay-for-pay zahrnuje heterosexuální ženy, které vystupují jako lesbické. V českém prostředí je však vnímán spíše jen v souvislosti s mužskou homosexualitou. Český ekvivalent termínu není ustálený. Doslovný překlad je „gay za úplatu“, objevují se i alternativy jako „gay za prachy“, „příležitostný gay“, ale také se užívá anglický termín bez překladu.
Užití termínu se též rozšiřuje do dalších oblastí jako např. kinematografie, hudby, showbyznysu. Stigma, které s sebou nese označení někoho za gaye, postupně oslabovalo s rozvojem LGBT hnutí v západních zemích od 70. let 20. století, v České republice pak od 90. let, současně s rostoucí tolerancí a společenskou akceptací sexuálních menšin. Pro některé mainstreamové filmové a televizní herce se tak stává ztvárnění homosexuální postavy přijatelnější, aniž by tím jejich profesní kariéra vážně utrpěla.

## Pornografie
Podle francouzského časopisu Têtu je většina francouzských herců v gay pornu homosexuálních či bisexuálních, ale žádní heterosexuální, zatímco v USA nebo v zemích východní Evropy je takových gays-for-pay hodně. Souvisí to nejspíše s poptávkou po „mužných“ hercích, která činí účinkování v gay pornografii finančně atraktivní navzdory vlastní sexuální orientaci. Dalšími faktory mohou být liberální legislativa či atmosféra sekulární společnosti. Michal Bočák uvádí, že schopnost heterosexuálního herce věrohodně ztvárnit homosexuální sex je vysoce ceněna a obzvláště od roku 2000 dochází k jevu, kdy se heterosexualita aktérů v gay pornu přestává skrývat za stylizovanou homosexuální identitu.
Výkonný ředitel známého středoevropského studia Bel Ami Stuart Davis uvádí, že převážnou většinu jeho herců tvoří právě heterosexuálové: „Téměř všichni naši aktéři mají partnerky a někteří jsou již ženatí.“ Studio se zároveň snaží chránit soukromí herců a jejich rodin jednak pomocí pseudonymů, pod kterými vystupují, a jednak tím, že filmy oficiálně nedistribuuje v zemích své působnosti, tj. v České republice, Slovensku a Maďarsku. V těchto zemích nejsou přístupné ani webové stránky studia. 
Přesto se zejména v bulvárních médiích objevují některé případy takových gays-for-pay, často ve spojitosti s potížemi, které takové odhalení aktérům způsobuje. Známý je v ČR případ Filipa Trojovského, účastníka soutěže Big Brother z roku 2005, který pro značku Bel Ami fotil a natáčel pod pseudonymem Tommy Hansen. Po zjištění jeho angažmá se od Trojovského chtěl distancovat konzervativní výrobce jogurtů, pro kterého natočil reklamní spot.
Předmětem další mediální kauzy se roku 2006 stal student a fotomodel Jakub Bandoch, který po zveřejnění informace odstoupil ze soutěže Muž roku. 
V USA se obdobně známým stal v roce 2008 případ Kurta Wilda, ženatého otce několika dětí, který točil sexuální scény s muži pro značky Corbin Fisher, Falcon či Lucas Entertainment.
V roce 2010 maďarský policista Csaba Szigeti musel odejít od městské policie, protože v místním tisku vyšla najevo jeho gay erotická herecká a modelingová identita s pseudonymem Kris Evans. Magazín Têtu uvádí i příklad čerstvě ženatého Patrika Acose, který se svým angažmá pod pseudonymem Billy Cotton seznámil blízké okolí právě proto, aby se do budoucna vyvaroval podobných nepříjemností.
Ve výpovědích aktérů se objevují vyjádření, která zřetelně odlišují jejich výdělečnou práci od osobního života. Nepovažují ji za klasickou nevěru vůči svým životním partnerkám, neboť v jejich pojetí jde o tělesnost oproštěnou od emocionality. Někteří přímo uvádějí homosexuální povahu styku jako ospravedlnění, neboť se z hlediska jejich zaměření nejeví jako konkurenční vůči jejich partnerským vztahům, zatímco heterosexuální styk by vnímali problematičtěji. V britské mutaci magazínu Marie Claire např. vyšel příběh manželského páru jmenovaného jako Becki a Reece Jacobsovi. Manželka Becki uvádí, že sice neviděla žádný z manželových filmů, neboť jí není příjemné vidět jak se dotýká někoho cizího, zároveň však dodává: „Reece není gay a já jsem šťastná, že netočí s jinými ženami. (...) Připomínám si, že ani nezná jméno toho modela, neprobíhá tam žádná sexuální chemie, jen to hrají a jsem to já, ke komu se vrací domů.“ Manžel Reece (v oboru známý jako Reese Rideout nebo Nicholas či Nick Dent) vypověděl: „Když jsem míval sex se ženami, cítil jsem se potom provinile. To kvůli Becki jsem přešel ke gay pornu. (...) Jsem teď lépe placený a oceňovaný.“ Další informace uvádí, že zatímco v heterosexuální pornografii se platí 300 dolarů za scénu, v gay pornu si Reece vydělá i pětkrát víc. Článek dále cituje manželku: „Právě byl nominovaný na pornohvězdu roku. Konečně, jsem na to pyšná.“
V červnu 2014 byl na torontském festivalu dokumentárních filmů Doc Now uveden snímek Straight Guys režiséra Daniela Laurina, který prostřednictvím rozhovorů s pornografickými historiky, teoretiky, producenty i herci zkoumal otázku značné obliby žánru heterosexuálních mužů v gay pornografii.

### Žánr zlomených heterosexuálů
Obliba „přiznaně“ heterosexuálních herců v gay pornografii podle Michala Bočáka vedla ke vzniku subžánru tzv. „zlomených“ heterosexuálů (broke straight boys), kteří jsou před kamerou přesvědčováni ke gay sexu. Někdy je přiznaná i jejich finanční motivace. Režiséři často s aktéry hovoří nejen o sexualitě, ale i jejich osobním životě. Někdy je přímo natáčí z ruky oscilující kamerou nebo se takto natáčejí i sami aktéři. Takové prvky pak vytvářejí dojem jakési reality show a příběh z fiktivní roviny převádí do podoby reálných osob. Jinými prvky podporujícími stereotypní představu heterosexuální maskulinity jsou třeba používané kostýmy a rekvizity hasičů, vojáků, sportovců. Anebo „přiznané“ soustředěné pohledy herců do jednoho místa za kamerou, doplněné zvukovou kulisou ženského vzdychání.
Právě z navozeného dojmu „gay panictví“ má podle Bočáka zřejmě pramenit jeden z požitků publika tohoto subžánru. Ústřední roli přitom hraje akt anální penetrace. Zatímco aktivní muž („top“) je v podobné, „normální“ pozici jako při heterosexuálním styku a zachovává si v symbolické rovině svou dominantní maskulinitu, pasivní muž („bottom“) je stavěn do role femininní, ocitá se v rozporu s mužskou heterosexuální identitou a podporuje gay identitu. Právě v pasivní roli tedy dochází k radikální změně, k rituální gay iniciaci a zbavení panictví v gay smyslu. Richard Dyer vnímá penetraci s její symbolickou silou jako středobod nejen jednotlivých scén (heterosexuální) gay pornografie, ale i celých kariér, které si někteří pornoherci staví na oddalování penetrace.

## V kultuře
- The Fluffer (2001) – americký nezávislý film o heterosexuálovi, který si vydělává v gay pornu[17]
- Pouze pro kuřáky (2001) – argentinský film o vztahu sebevražedné ženy s prostitutem[18][19]
- 101 Rent Boys (2000) – americký dokument o mužských prostitutech v Santa Monica[20]
- Mandragora (1997) – český film Wiktora Grodeckého o chlapecké prostituci, inspirovaný příběhy z dokumentu Tělo bez duše[21]
- Cena lásky (1995) – americký TV film o chlapci, který se po útěku z domova zaplete do gay prostituce[22][23]
- Tělo bez duše (1995) – dokumentární film Wiktora Grodeckého o pražských (převážně heterosexuálních) gay prostitutech[24]
- Andělé nejsou andělé (1994) – další dokumentární film téhož režiséra na stejné téma[25][26]
- Půlnoční tanečníci (1994) – filipínský film o trojici bratrů, kteří se živí jako striptéři a prostituti v manilských gay barech[27][28]

## Straight-for-pay
Odvozením z gay-for-pay vznikl obdobný termín straight-for-pay, který popisuje gay muže mající za úplatu sex s ženami. Termín našel uplatnění v souvislosti s oceňovaným bisexuálním pornografickým filmem Shifting Gears: A Bisexual Transmission (Channel 1 Releasing, 2008, r. Chi Chi LaRue), který sklidil kontroverzní ohlasy, když prezentoval gay pornohvězdy Camerona Marshalla a Blakea Rileyho v heterosexuálních scénách. Podobně byl takto J. C. Adamsem označen např. pornoherec ze 70. a 80. let 20. století Jack Wrangler. Dalšími příklady mezi gay pornoherci jsou Steven Daigle a Arpad Miklos. Obecně však tento jev není příliš obvyklý, neboť mužští herci mívají v heterosexuální pornografii pozici spíše vedlejších rolí, jsou hůře placeni a mají menší šanci kariérních úspěchů, bývají zastíněni jejich ženskými kolegyněmi.